# St. Pantaleon
St. Pantaleon là một đô thị ở huyện Braunau bang Oberösterreich, nước Áo. Đô thị này có diện tích 18 km², dân số thời điểm ngày 31 tháng 12 năm 2005 là 3040 người.